# Тверски, Амос
Амос Тверски (в некоторых публикациях его работ на русском языке — Тверский; ивр. עמוס טברסקי‎, англ. Amos Tversky; 16 марта 1937 — 2 июня 1996) — израильский психолог, пионер когнитивной науки. Долгое время соавтор Даниэля Канемана и ключевая фигура в открытии систематических когнитивных искажений в оценке риска и потенциальной выгоды.

## Биография
Амос Тверски родился 16 марта 1937 года в Хайфе (тогда — подмандатная Палестина). Его мать, Женя Тверская (урождённая Гинцбург), иммигрировала в подмандатную Палестину из Советского Союза в 1924 году, с 1948 года до своей смерти в 1964 году с перерывами была членом Кнессета от рабочей партии МАПАЙ.
В рядах десантных войск участвовал в трёх войнах Израиля. Закончил службу в звании капитана.
В 1961 году получил первую степень по психологии в Еврейском университете. В 1965 году защитил докторат в Мичиганском университете.
Читал лекции в Мичиганском университете, Еврейском университете в Иерусалиме и Гарварде до перехода в Стэнфордский университет.
Был женат на Барбаре Тверски (англ. Barbara Tversky), в настоящее время профессоре факультета развития человека в Тичерс-колледже, Колумбийский университет.
Скончался 2 июня 1996 года от метастатической меланомы.

## Научная деятельность
Совместно с Канеманом создал теорию перспектив, чтобы объяснить иррациональные человеческие экономические выборы. Канеман и Тверски описали в общей сложности 11 «когнитивных иллюзий», искажающих способность человека к рациональной оценке, и дали им систематическое объяснение. Тверски сотрудничал также с Томасом Гиловичем, Полом Словичем и Ричардом Талером в ряде ключевых работ.
Тверски и Канеман смогли продемонстрировать, что люди склонны видеть тенденции и связи там, где их на самом деле нет, и принимать решения, основываясь на этих мнимых тенденциях и связях. Особый интерес Тверски проявлял к вопросу об асимметричности значения, придаваемого людьми возможным рискам и возможным выгодам; его исследования показывают, как меняется выбор человека в зависимости от формулировки вариантов, даже если при этом смысл вариантов остаётся неизменным. Ещё одно исследование, привлекшее внимание публики, было опубликовано в 1985 году во время плей-офф НБА: он продемонстрировал несостоятельность представления о так называемой «hot hand», когда игрок совершает целый ряд удачных бросков подряд; из исследования Тверского следовало, что игрок, только что забросивший мяч, имеет не больше, а меньше шансов забросить следующий. Одно из последних исследований Тверского показало, что люди могут жульничать при прохождении медицинских обследований, чтобы убедить себя в том, что их состояние здоровья лучше, чем на самом деле.

## Награды и звания
- Член Американской академии искусств и наук с 1980 года
- Лауреат премии Американской психологической ассоциации (1982 год)
- Стипендиат (1984) Фонда Макартуров, выделяющего стипендии «талантливым гражданам, проявившим незаурядную оригинальность и целеустремлённость в творческой работе и явно выраженные способности к самостоятельной деятельности»[5]
- Стипендиат (1984) фонда Джона Саймона Гуггенхайма[6]
- Иностранный член Национальной академии наук США с 1985 года[7].

## Избранные работы

### Книги
- Ward Edwards, Amos Tversky. Decision making: Selected readings. — Penguin, 1967. — 413 с. — ISBN 0-140-80508-7.
- Clyde Hamilton Coombs, Robyn M. Dawes, Amos Tversky. Mathematical psychology: An elementary introduction. — Prentice-Hall, 1970. — 419 с. — ISBN 0-135-62157-7.
- Daniel Kahneman, Paul Slovic, Amos Tversky. Judgment under uncertainty: Heuristics and biases. — Cambridge: Cambridge University Press, 1982. — 555 с. — ISBN 0-521-28414-7.
- David E. Bell, Howard Raïffa, Amos Tversky. Decision making: Descriptive, normative, and prescriptive interactions. — Cambridge: Cambridge University Press, 1988. — 623 с. — ISBN 0-521-36851-0.
- Daniel Kahneman, Amos Tversky. Choices, values, and frames. — Cambridge: Cambridge University Press, 2000. — 840 с. — ISBN 0-521-62172-0.
- Amos Tversky. Preference, belief, and similarity: Selected writings / Eldar Shafir. — Massachusetts Institute of Technology, 2004. — 1023 с. — ISBN 0-262-20144-5.

### Статьи[8]
- Amos Tversky. Intransitivity of preferences (англ.) // Psychological Review. — 1969. — Vol. 76, no. 1. — P. 31—48.
- Amos Tversky, Daniel Kahneman. Belief in the law of small numbers (англ.) // Psychological Bulletin. — 1971. — Vol. 76, no. 2. — P. 1050—110.
- Daniel Kahneman, Amos Tversky. Subjective probability: A judgment of representativeness (англ.) // Cognitive Psychology. — 1972. — Vol. 3, no. 3. — P. 430—454.
- Amos Tversky. Elimination by aspects: A theory of choice (англ.) // Psychological Review. — 1972. — Vol. 79. — P. 281—299.
- Amos Tversky, Daniel Kahneman. Availability: A heuristic for judging frequency and probability (англ.) // Cognitive Psychology. — 1973. — Vol. 5, no. 2. — P. 207—232.
- Daniel Kahneman, Amos Tversky. On the psychology of prediction (англ.) // Psychological Review. — 1973. — Vol. 80, no. 4. — P. 237—251.
- Amos Tversky, Daniel Kahneman. Judgment under uncertainty: Heuristics and biases (англ.) // Science. — 1974. — Vol. 185, no. 4157. — P. 1124—1131.
- Amos Tversky. Features of similarity (англ.) // Psychological Review. — 1977. — Vol. 84, no. 4. — P. 327—352.
- Amos Tversky, Daniel Kahneman. Prospect theory: An analysis of decision under risk (англ.) // Econometrica. — 1979. — Vol. 47, no. 2. — P. 263—291. Архивировано 31 марта 2010 года.
- Amos Tversky, Daniel Kahneman. The framing of decisions and the psychology of choice (англ.) // Science. — 1981. — Vol. 211, no. 4481. — P. 453—458.
- Daniel Kahneman, Amos Tversky. The psychology of preferences (англ.) // Scientific American. — 1982. — Vol. 246. — P. 161—173.
- Amos Tversky, Daniel Kahneman. Extensional versus intuitive reasoning: The conjunction fallacy in probabilty judgment (англ.) // Psychological Review. — 1983. — Vol. 90, no. 44. — P. 293—315.
- Amos Tversky, Daniel Kahneman. Rational choice and the framing of decisions (англ.) // Journal of Business. — 1986. — Vol. 59, no. 4(2). — P. S251-S278.
- A. Tversky, S. Sattath, P. Slovic. Contingent weighting in judgment and choice (англ.) // Psychological Review. — 1988. — Vol. 95, no. 3. — P. 371—384.
- Amos Tversky, Daniel Kahneman. Loss aversion in riskless choice: A reference-dependent model (англ.) // Quarterly Journal of Economics. — 1991. — Vol. 106, no. 4. — P. 1039—1061. Архивировано 5 января 2009 года.
- Amos Tversky, Daniel Kahneman. Advances in prospect theory: Cumulative representation of uncertainty (англ.) // Journal of Risk and Uncertainty. — 1992. — Vol. 5, no. 4. — P. 297—323.